# Stenopus hispidus
Stenopus hispidus, conocido como camarón o gamba boxeador/a o camarón limpiador bandeado, es una especie de camarón omnívoro, el cual se alimenta generalmente de parásitos y tejidos muertos.
Se ha podido observar que los peces con parásitos acuden a "estaciones de limpieza" en los arrecifes. Allí ciertas especies de peces y varias especies de camarones limpiadores acuden en gran cantidad a ayudar a los peces infestados, pudiendo incluso entrar en la boca y hasta en la cavidad de las agallas, sin ser comidos.
Vive en parejas (es monógama) y es agresiva con miembros de su propia especie. Precisamente su actitud ofensiva-defensiva de lanzar sus pinzas hacia el posible agresor, le ha valido el nombre común de camarón boxeador.

## Morfología
Cuerpo y patas a bandas blancas y marrón rojizas, ocasionalmente bordeadas de púrpura. Base de los quelípedos azul. Tres pares de largas antenas blancas.
Tamaño: Unos 8 cm. Los machos hasta 5 cm.
Stenopus hispidus renueva todo su cuerpo en la muda cada 3 o 4 semanas aproximadamente, incluso aquellos apéndices seccionados incluidas las ostentosas pinzas.

## Alimentación
Omnívoro, se alimenta de los parásitos y bacterias de otros peces y también de restos orgánicos y detritos. Solo el macho sale en búsqueda de alimento, la hembra esperará pacientemente el regreso del primero quien le permitirá tomar parte en el reparto del alimento conseguido, alimento que acercará al refugio sujeto del último par de pequeñas patas locomotoras.

## Hábitat y distribución
Arrecifes de coral y rocosos. Huecos en el coral, en rocas, en cuevas y bajo repisas.
Profundidad: Infralitoral hasta 210 m.
Distribución: Mares tropicales, Atlántico occidental desde el Golfo de México hasta Brasil. En el Indo-Pacífico, desde África del este y Madagascar, Mar Rojo, Nueva Gales del Sur, Nueva Zelanda, Nueva Caledonia, Queensland, territorio norte y occidental de Australia, Polinesia Francesa, Wallis y Futuna y Hawái.

## Reproducción
El ritual de cortejo es muy visual y dura varias horas. Siempre comienza por acción del macho que empezará a moverse alrededor de la hembra.
En la reproducción podemos observar la realización de la cópula en la que el macho tras subir sobre la hembra deposita el esperma en un receptáculo que permite a ésta guardarlo para futuras fertilizaciones aunque ya no disponga de pareja por la muerte de esta.
Las hembras portan los huevos bajo el abdomen.

## Mantenimiento
Su aclimatación debe ser lenta y por el sistema de goteo, gota/segundo, al menos durante una hora. Ya que, como todos los decápodos, es muy sensible a los cambios de densidad salina y pH. Una vez aclimatado es resistente y recorrerá el acuario en busca de alimento.
Conviene, ante la muda, que el agua sea rica en carbonatos y calcio,  lo que facilite un rápido endurecimiento del nuevo exoesqueleto.
Adecuado para acuario de arrecife, no toca los corales. Proporcionarle roca viva con cuevas o salientes que le permitan, tanto refugiarse para la muda o peligros, como apostarse boca abajo, posición natural de reposo.
Tiene simetría bilateral y usa un sistema de boca-ano para defecar.

## Galería

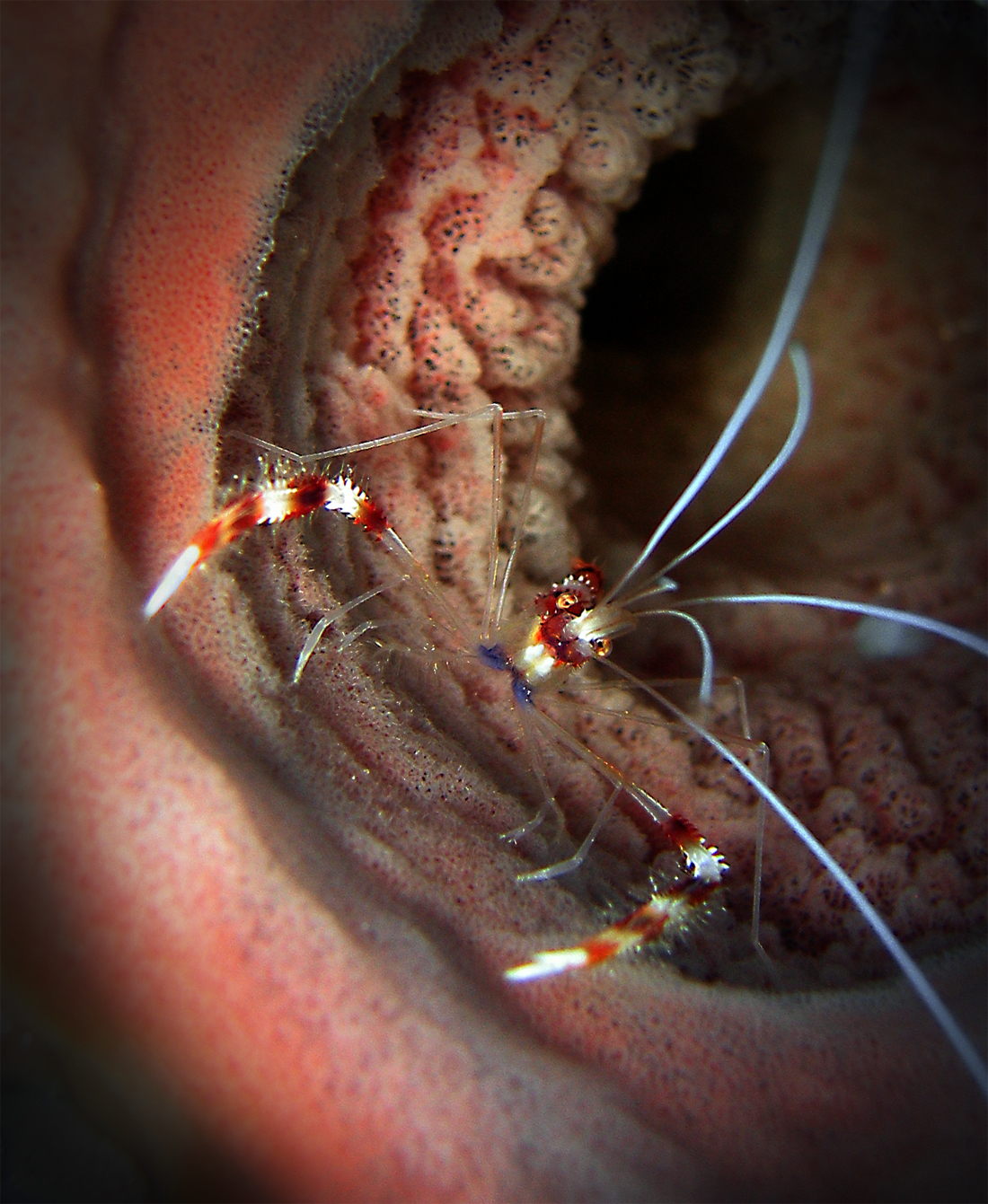
Stenopus alimentándose.
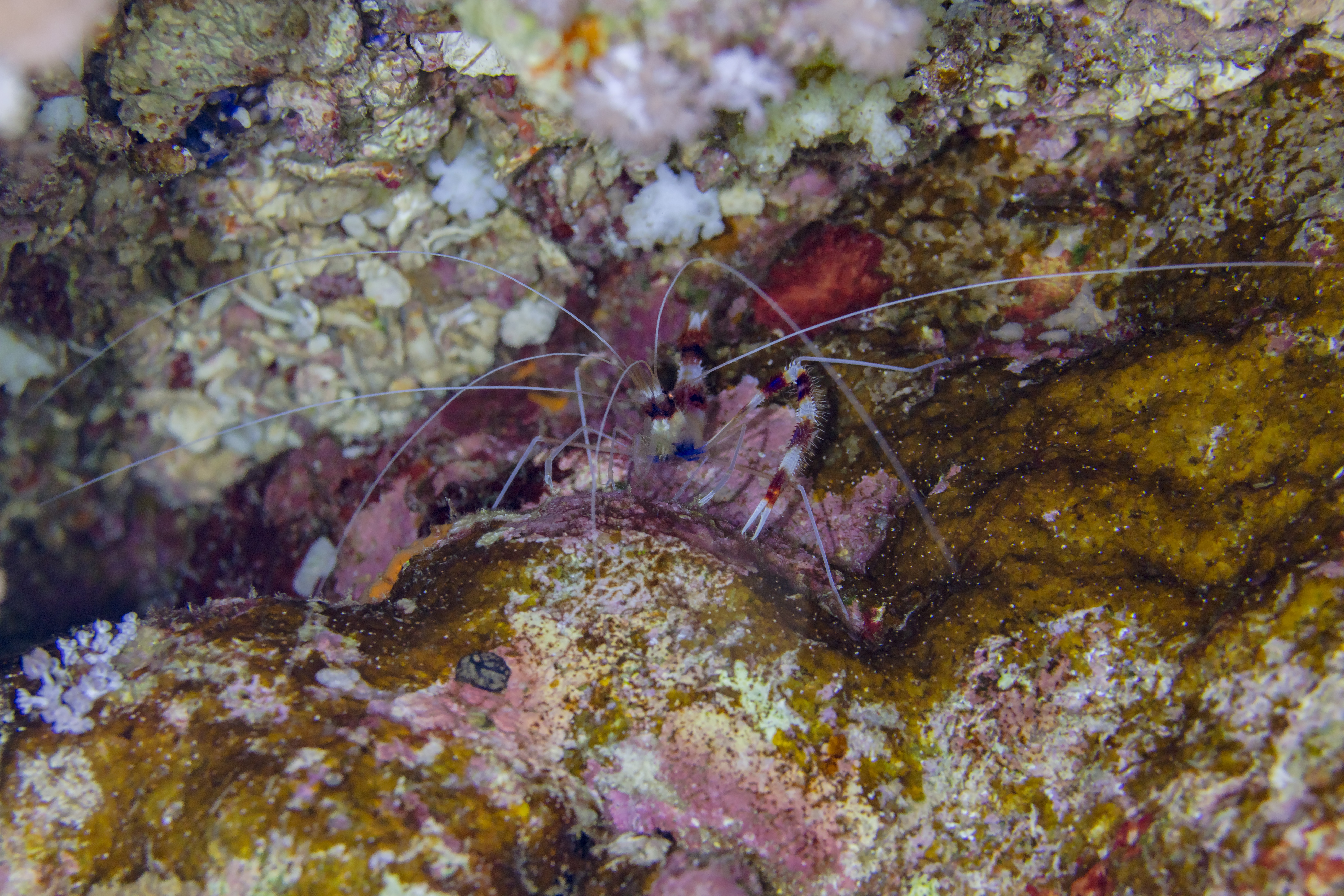
Stenopus hispidus in a crevice.
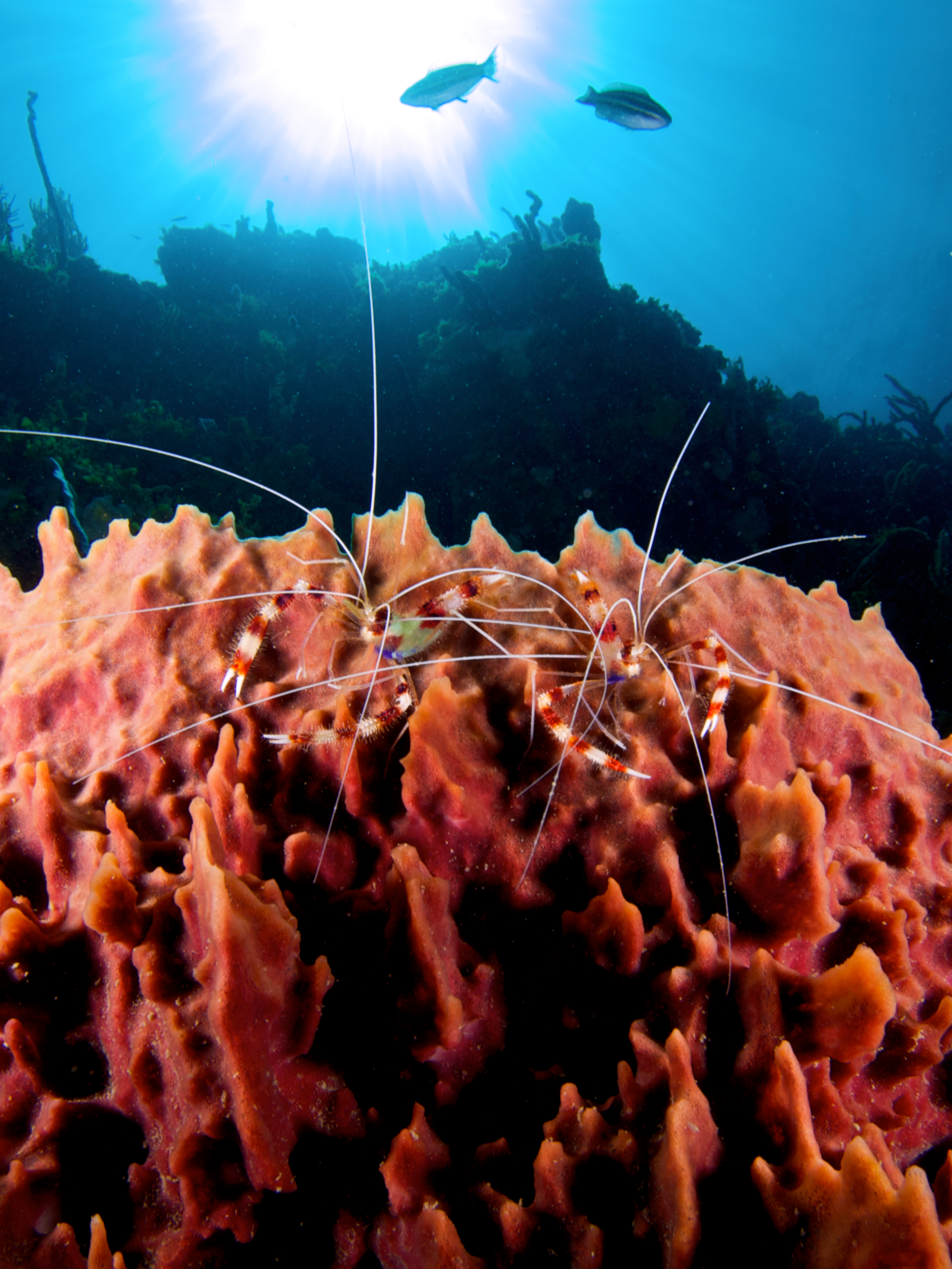
Pareja de S. hispidus sobre Xestospongia como estación de limpieza.
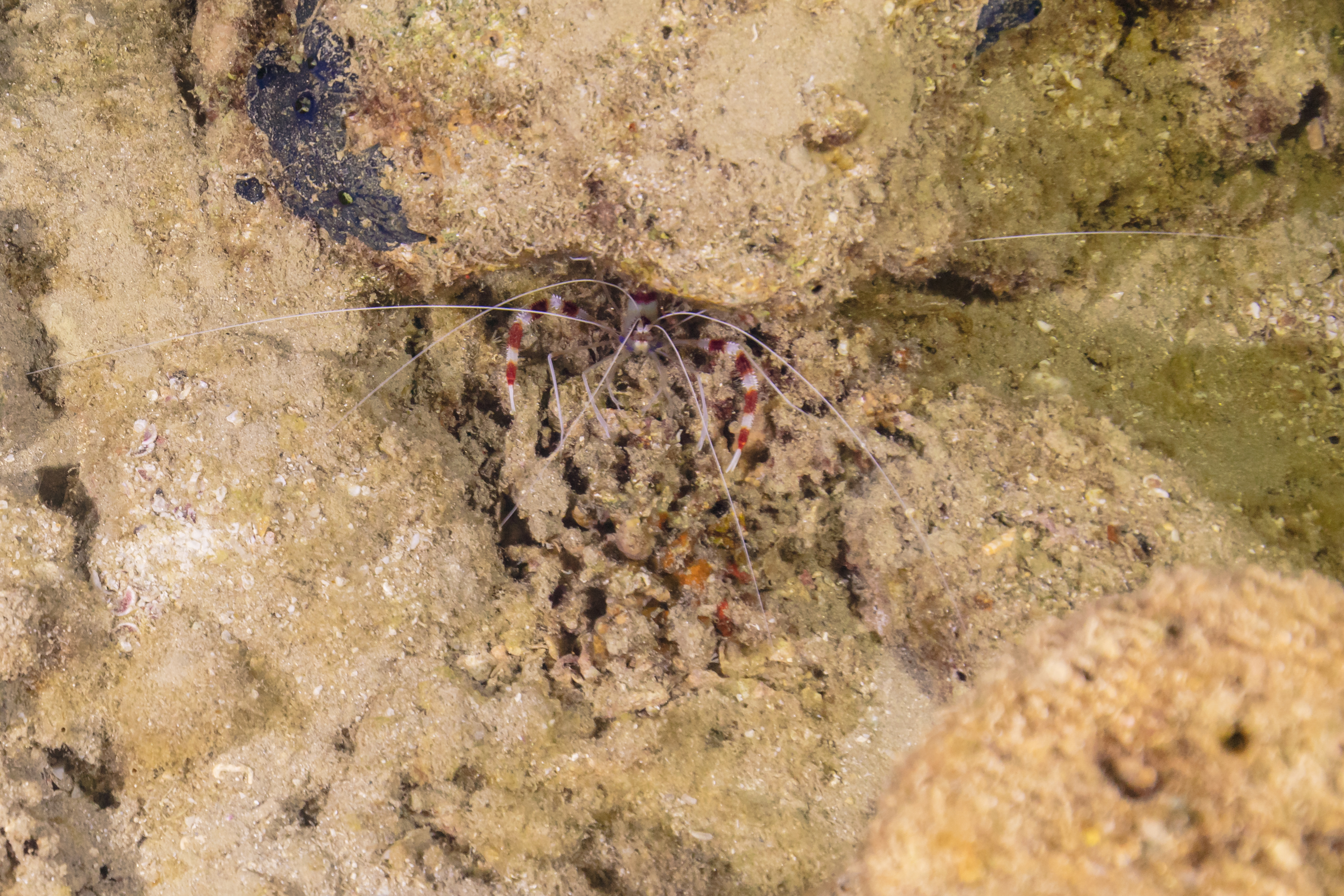
Ejemplar en el mar Rojo.
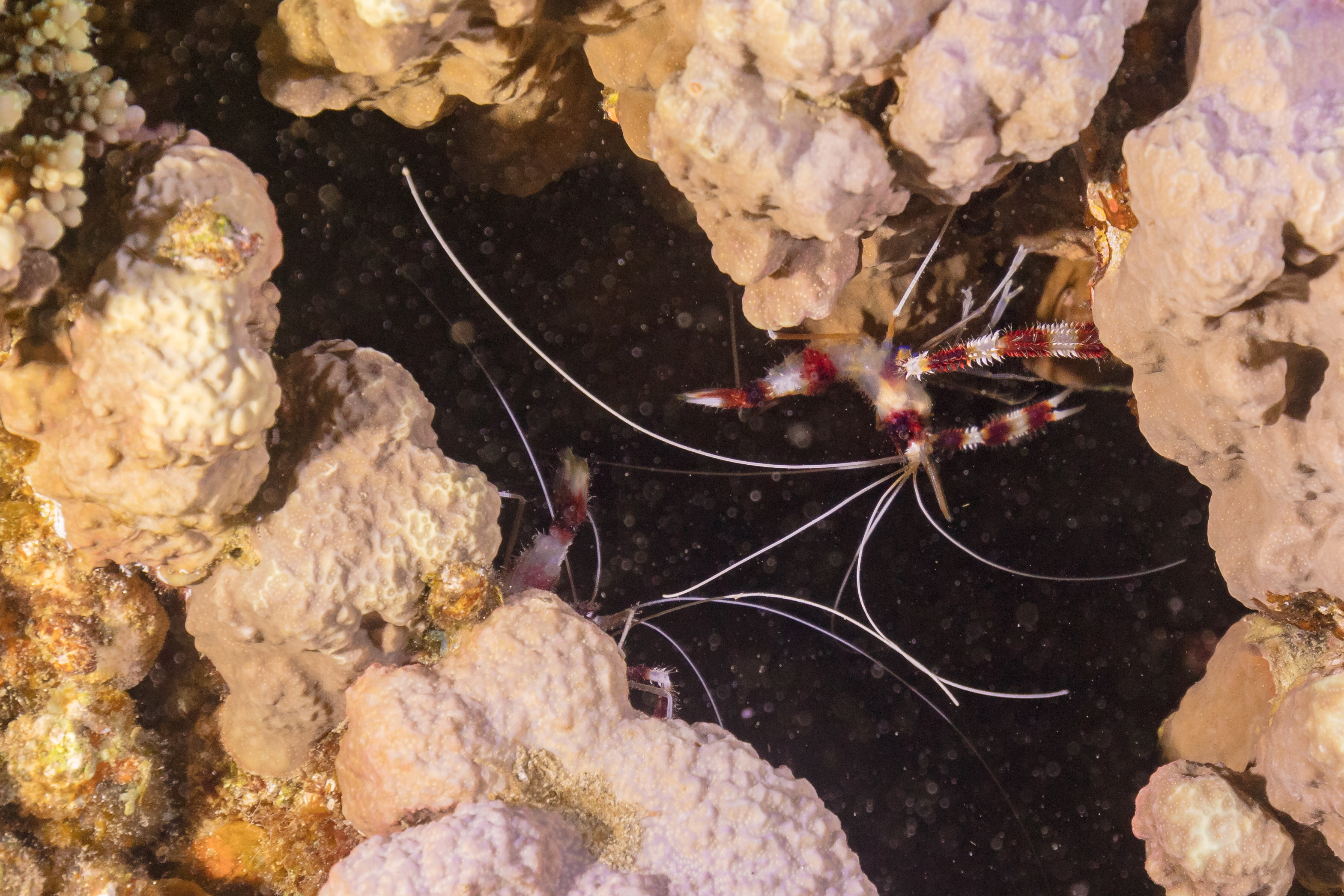
S. hispidus en una posición habitual, colgando bocabajo.
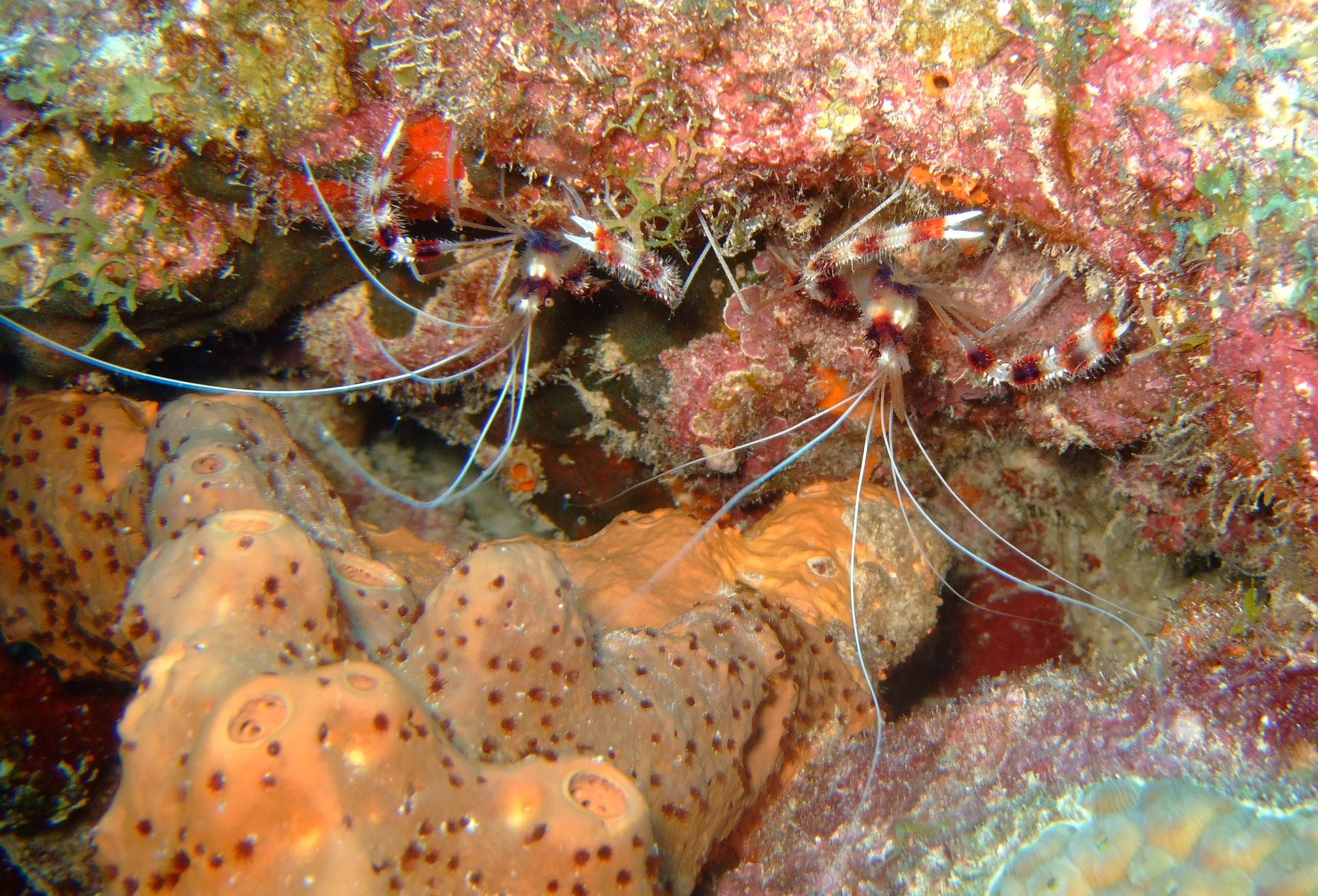
Pareja de S. hispidus en Barbados.
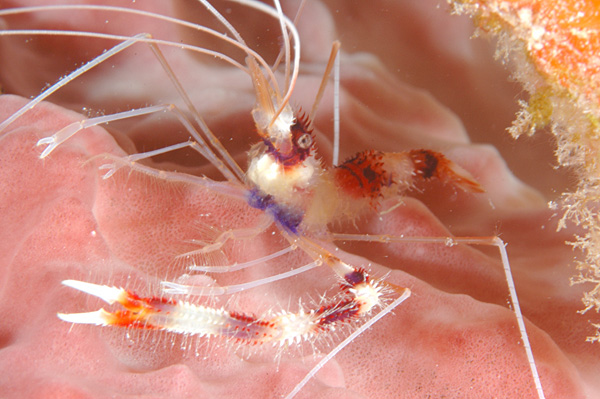
En isla Monito, Puerto Rico.